# Ira Atari

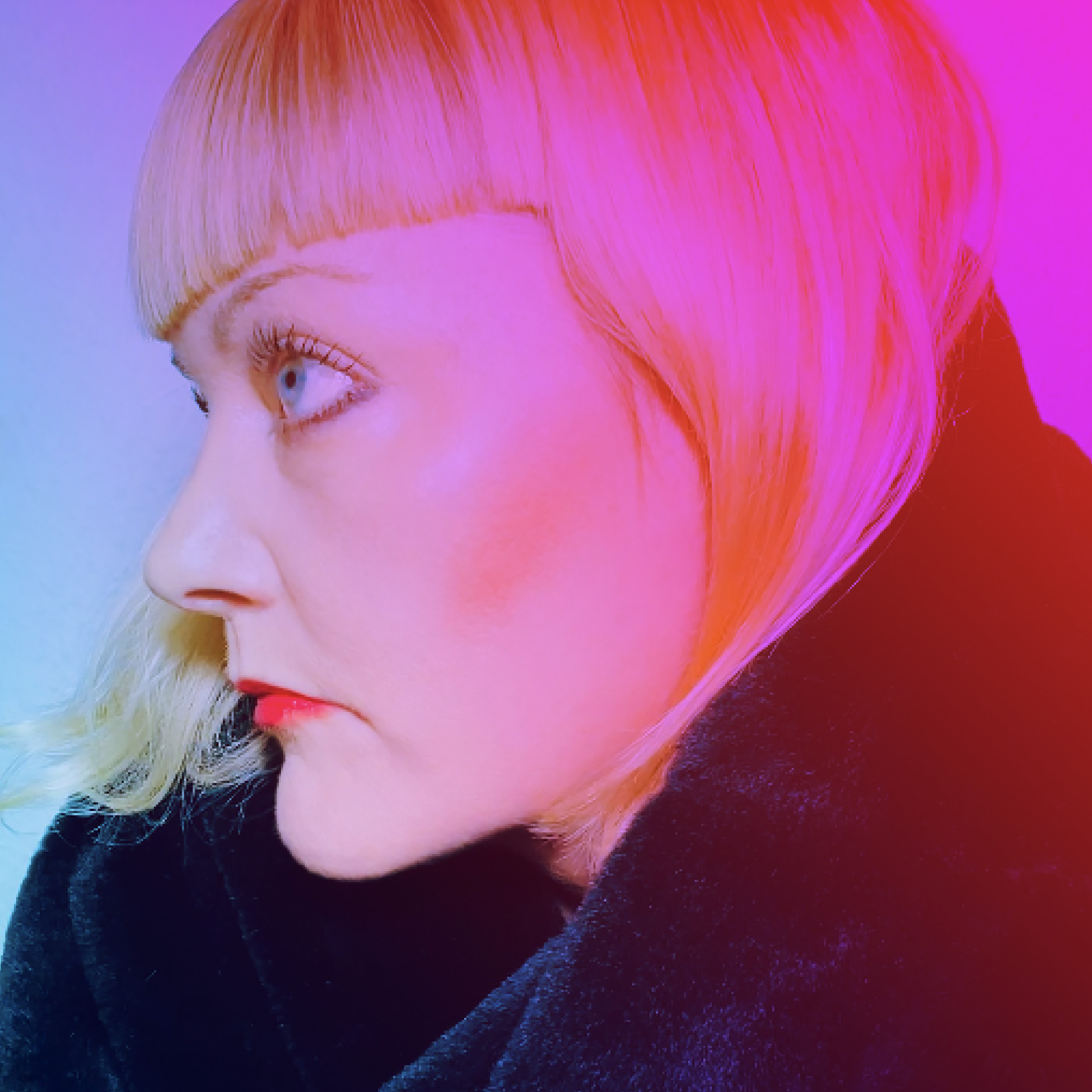
Ira Atari

Ira Atari (* 6. Juni 1977 in Kassel als Ira Anika Göbel) ist eine deutsche Musikerin.

## Werdegang
Nach dem Abitur begann Ira Atari ein Klavierstudium an der Musikakademie Kassel, woraufhin sie sich auf elektronische Musik fokussierte. Im Jahr 2008 erhielt sie beim Hamburger Label Audiolith Records als erste Solokünstlerin einen Vertrag. Im Jahr 2009 veröffentlichte sie mit dem Musiker Rampue unter den Namen Ira und Rampue nach den Singles Space Rocket, Dance In The Rain und My Name Is Ira das Album Just Fu**in Dance It. Nach der Einstellung des Projektes mit Rampue veröffentlicht Ira Atari 2011 ihr eigenes erstes Album Shift. Dieses wurde großteils von Jakob Häglsperger von Frittenbude produziert.
Nach ihrem Umzug nach Berlin, lernte sie bei einem gemeinsamen Konzert Bernhard Raser aka CØME, studierter Jazzschlagzeuger und Produzent aus Wien, kennen. Ihr erster gemeinsamer Titel Leave It erschien 2013 auf der Audiolith-Compilation Doin’ Our Thing. Es folgten 2014 die EP Heroes und 2016 das erste gemeinsame Album Moment.
Seit 2020 arbeitet sie zusammen mit der Band Deorbiting an gemeinsamen Songs.

## Veröffentlichungen

### Alben
- 2010: Ira & Rampue – Just Fu**in Dance It (Audiolith)
- 2011: Ira Atari – Shift (Audiolith)
- 2016: Ira Atari – Moment (Audiolith)[2]

### Singles und EPs
- 2009: Ira & Rampue – My Name Is Ira (Audiolith)
- 2010: Ira & Rampue – Space Rocket (Audiolith)
- 2011: Ira Atari – Don't Wanna Miss You (Audiolith)
- 2011: Ira Atari – Back To Zero (Audiolith)
- 2013: Ira Atari – Wish I Had (Audiolith)
- 2013: Ira Atari – Leave It (Audiolith)
- 2014: Ira Atari – Heroes (Audiolith)
- 2016: Ira Atari – Sleep (Audiolith)
- 2016: Ira Atari – Monday (Audiolith)
- 2020: Ira Atari – Berlin Berlin (Audiolith)
- 2021: Ira Atari & Rapide – Spaceship (Audiolith)
- 2021: Kalipo feat. Ira Atari – String Me Along (Ki Records)
- 2022: Deorbiting & Ira Atari – Radio Radio (Stil Vor Talent)
- 2022: Ira Atari & Rapide – Sorry Man (Audiolith)
- 2022: Ira Atari & Rapide – Doin' Our Thing (Audiolith)
- 2023: Ira Atari & CØME – Lampenfieber (Audiolith)
- 2023: Deorbiting & Ira Atari – Ich Falle (YION)
- 2023: Shamon Cassette & Jazz Infinite feat. Ira Atari – Flow With Me  (RadSafariTapes)
- 2023: Ron Flatter & Ira Atari – Take Away (PLV)
- 2023: Ira Atari – In Love (Audiolith)
- 2023: Deorbiting & Ira Atari – Chaos (Acker Records)
- 2024: Deorbiting & Ira Atari – Katze (Audiolith)